# Krystalovn
 Der er for få eller ingen kildehenvisninger i denne artikel, hvilket er et problem. Du kan hjælpe ved at angive troværdige kilder til de påstande, som fremføres i artiklen.

En krystalovn er en lukket beholder, der bruges i elektroniske kredsløb, hvor kvartskrystal resonatorer skal holdes ved en konstant temperatur af hensyn til deres frekvensstabilitet. Inde i krystalovnen findes et varmelegeme, som ved hjælp af en termostat bruges til at opretholde en konstant temperatur et stykke over omgivelsernes temperatur. Da det tager lidt tid for en krystalovn at nå op på sin "arbejdstemperatur", er et apparat baseret på krystaller i en krystalovn ikke frekvensstabilt de første 10-20 minutter efter der tændes for det. For at undgå at ødelægge krystallet, er der endda grænser for hvor hurtigt krystalovnens temperatur må stige (og aftage). Temperaturen for en krystalovn ligger som regel på 70-75 grader celsius, men ud fra design kan andre temperaturer benyttes.
Varmelegemet i en krystalovn har et højt forbrug af elektrisk strøm sammenlignet med den elektronik den indgår i. Hvis strømforbruget er kritisk, f.eks. i forbindelse med batteri-drevne apparater, foretrækker man at måle temperaturen ved krystallet, og ud fra forhåndsviden om krystallets temperaturafhængighed "korrigere" signalerne fra krystallet ud fra temperaturmålingen ved at vælge kredsløbets andre komponenter så de 'arbejder modsat' temperaturmæssigt. Et sådant kredsløb kaldes en TCXO - temperaturkompenseret krystaloscillator, og er efterhånden fremherskende i moderne måleinstrumenter..
Krystalovnen bliver sandsynligvis afløst af atomuret, da disse i dag (2006) kun behøver mindre end 75 mW og kun fylder som et riskorn.